# Капернаум (филм)
„Капернаум“ (на арабски: كفرناحوم) е ливански филм от 2018 година, драма на режисьорката Надин Лабаки по неин сценарий в съавторство с Мишел Кесеруани.
В центъра на сюжета е момче от гето в Бейрут, което бяга от мизерстващото си семейство, живее известно време при нелегална имигрантка от Етиопия, опитва се да убие съпруга на малолетната си сестра, която умира при усложнения в бременността, и докато е в затвора, решава да съди родителите си за липса на грижи. Главните роли се изпълняват от Зейн ал-Рафеа, Йорданос Шиферав, Болуватифе Трежър Банколе, Каутар ал-Хадад.
„Капернаум“ придобива неочаквана популярност в Китай, превръщайки се в най-успешния в търговско отношение арабски и близкоизночен филм с продажби над 68 милиона долара. Номиниран е за престижни награди, сред които „Оскар“ и награда на БАФТА за чуждоезичен филм и „Златна палма“.